# Tulu
Tulu är ett dravidiskt språk, talat i Indien av tulufolket, vilka i huvudsak bor i västra Karnataka. Antalet talande beräknas vara mindre än 2 miljoner.
Tulu intar jämte brahui en särställning inom dravidiska språk, då den bland annat äger en fullständig negativ konjugation med alla tempora (jämför tamil). Det har inget eget aktivt använt alfabet; i stället används vanligtvis kannadaalfabetet. Språket finns bara i få litterära verk, Nya testamentet finns översatt, men tryckt med kannadaalfabetet. 